# Сенсорний туризм
Сенсорний туризм — це форма туризму, яка обслуговує людей з порушеннями зору. Ті, хто страждає на порушення зору, стикаються з багатьма труднощами, під час звичайних турів, такими як доступ до інформації, навігація, безпека та знання оточуючих. Це призвело до того, що незрячі члени суспільства подорожують набагато менше, ніж ті, хто не має таких порушень. Поєднуючи теорії, що лежать в основі туризму з точки зору його психології та його відношення до органів чуття, був розроблений інклюзивний досвід для людей з вадами зору. Сенсорний туризм включає в себе фізичні та мультисенсорні аспекти туризму, покращуючи досвід, особливо для тих, хто має порушення, але також приносить користь тим, хто не має порушень зору.

## Психологія туризму
Історично склалося так, що звичайний туризм значною мірою зосереджений на огляді визначних пам'яток, а не на спогадах і досвіді, отриманих від подорожей. Ґрунтуючись на останніх оглядах психології туризму, стверджується, що враження туристів про місце базується на індивідуальній пам’яті , яка активно формується під впливом того, що вони бачать, а також того, що вони «чують, нюхають, торкаються і пробують на смак». Для того, щоб створити приємний туристичний досвід для тих, хто має порушення зору, а також для тих, хто не має таких порушень, відкриття місця повинно базуватися на «соціальному та культурному» досвіді. Крім того, очікування та участь мандрівника в майбутніх подорожах базуються на попередніх "емоціях, задоволенні та спогадах про попередній досвід", що часто може бути перешкодою, з якою стикаються мандрівники з порушенням зору.
Коротко кажучи, психологія — це "дослідження розуму та поведінки", яке можна легко застосувати до туризму. Можна сказати, що туристичні компанії повинні бути «найбільш зацікавлені в тому, як думають, відчувають і поводяться туристи». Це пов’язано з тим, що, як правило, психологія базується на широкому діапазоні ідей, головним чином це «теорії та методи» для пояснення людської поведінки та досвіду, які, в свою чергу, можуть бути застосовані до досвіду туриста та впливати на нього. Таке «широке та ретельне дослідження людської поведінки» може бути багатим ресурсом для розуміння факторів, що складають позитивний досвід, який набуває турист. Застосовуючи психологію до контексту сенсорного туризму, досвід подорожі для людини з порушенням зору слід «розглядати як динамічний і рефлексивний процес». Це дозволяє людям з проблемами зору відчути місце за допомогою інших активних органів чуття, що викликає ще більше захоплення від майбутніх туристичних вражень. Завдяки покращеній взаємодії з «фізичними, соціальними та віртуальними подразниками навколишнього середовища» люди з вадами зору можуть базувати свій досвід подорожей на інших психологічних факторах, окрім зору.

## Почуття в туризмі

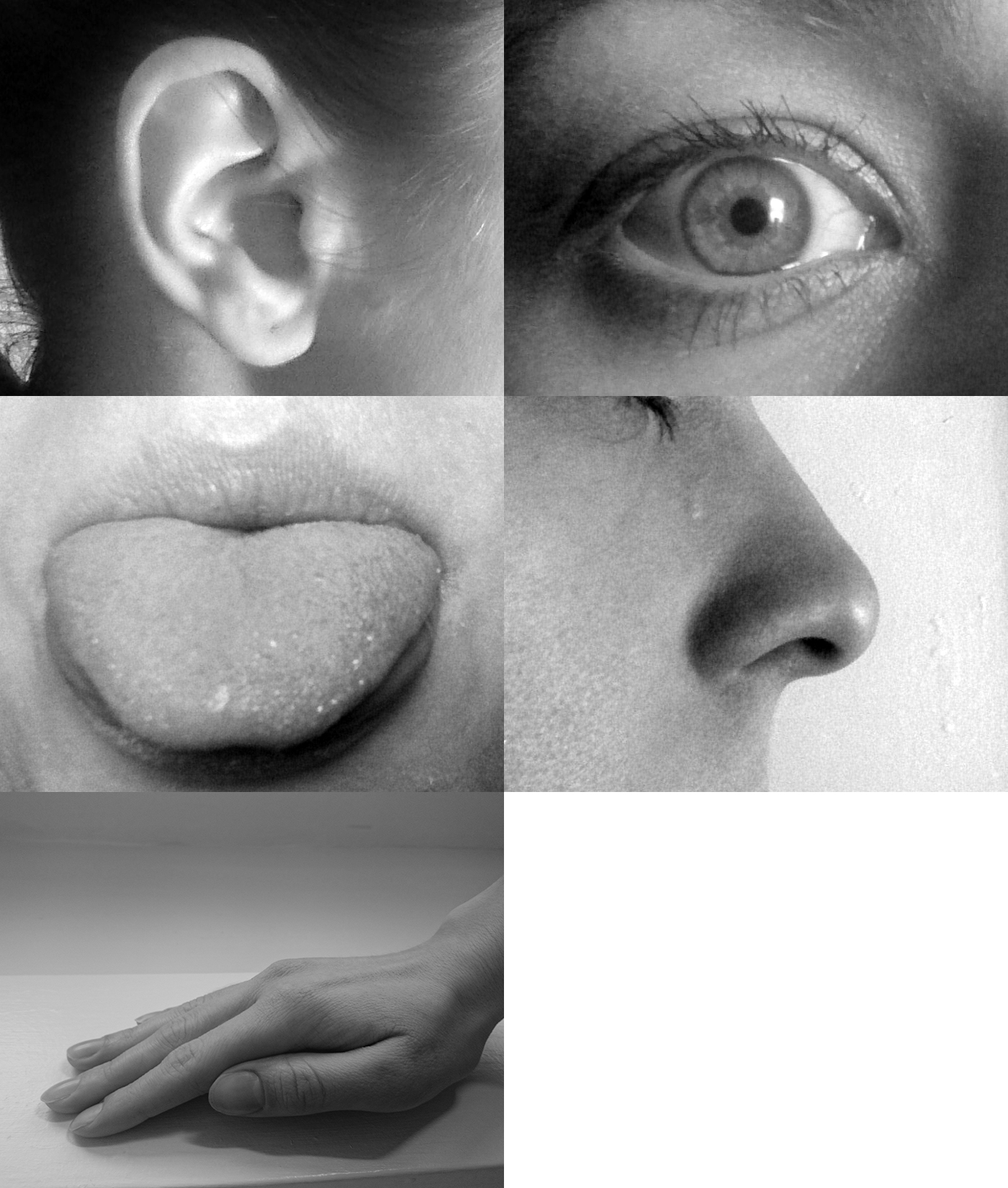
П'ять почуттів (слух, зір, смак, нюх і дотик) і відповідні їм органи чуття, притаманні Homo sapiens

Органи чуття в тілі — це те, за допомогою чого збирається інформація про оточення людини. З точки зору туризму, «тілесні стани, ситуаційні дії та психічні симуляції використовуються для створення нашої когнітивної активності», що призводить до того, що турист має певні спогади та ставлення до місць, які він відвідує (Крішна, 2012). Відчуття вважаються основою того, як туристи взаємодіють з навколишнім середовищем, а також як вони створюють думки та розуміють це середовище. Отже, розробка сенсорного туризму має ґрунтуватися на основі знань, пов'язаних з тілесними відчуттями. Застосування розуміння почуттів до туризму для людей з порушенням зору покращить їхній досвід туристичних подорожей через «тактильність, аромат, рух і звук»  і дозволить їм побудувати позитивний зв’язок між місцем, яке вони відвідують, і значенням, пов'язаним з цим місцем. Отже, необхідно приділяти більше уваги органам чуття, а не лише візуальному туристичному досвіду, щоб переконатися, що ці люди все ще можуть отримати «збагачений досвід» місць, які вони відвідують. У свою чергу люди з вадами зору зможуть розширити свій кругозір.

Схема частин головного мозку

Говорячи більш науковою мовою, людське тіло використовує свою нервову систему, щоб реагувати на певний досвід, отриманий від туризму. Теоретично це працює як послідовність реакцій, що ведуть наш мозок до сприйняття навколишнього світу, отже, органи чуття є дуже важливим аспектом туризму. Кожен з п'яти органів чуття пов'язаний з частиною тіла або органом чуття. Наприклад, зір сприймається очима, смак визначається смаковими рецепторами, запах виникає від хімічних речовин, що знаходяться у повітрі і досягають рецепторів у носі, дотик сприймається нейронними рецепторами в шкірі і, нарешті, слух є сприйняттям звуку, при якому коливання в повітрі сприймаються механорецепторами вуха. Як тільки стимул виявляється в одному з цих органів чуття тіла, повідомлення передається через « периферичну нервову систему до центральної нервової системи » до тієї частини мозку, яка виявляє відповідне відчуття. З точки зору того, в якій частині мозку обробляються відчуття, запах «надсилається безпосередньо до нюхової цибулини », «візуальна інформація обробляється в зоровій корі потиличної частки », «звук обробляється в слуховій корі головного мозку скроневої частки », «запахи обробляються в нюховій корі скроневої частки », дотик «обробляється в соматосенсорній корі тім’яної частки » і «смак обробляється в смаковій корі тім’яної частки ».
З точки зору органів чуття, які дають людині сприйняття місця, певні відчуття, що передаються від органів чуття через нервову систему до мозку для відповіді, дадуть людині унікальне усвідомлення місця, в якому вона перебуває. Сенсорні сигнали будуть передаватись від органу чуття до мозку, в якому ця інформація може зберігатися як частина пам’яті людини. З точки зору туризму, коли турист згадує щось про місце, яке він відвідав, або сцену, запах, смак, почуття або щось, що він чув, «зони сенсорної обробки в мозку активізуються». Ці сенсорні дані також змусять його згадати щось про місце, викликаючи як позитивні, так і негативні спогади, пов’язані з цим місцем, що спливають на поверхню. Знову ж таки, це означає, що туристичні компанії повинні враховувати всі органи чуття, а не лише зір, для того, щоб і незрячі, і зрячі туристи могли отримати якомога більше вражень від місця, яке вони відвідують.

## Прогалина на ринку
Туристичні компанії намагалися пристосуватися до мінливих потреб галузі та «не змогли серйозно зайнятися проблемами інвалідності», що призводить до негативного ставлення до відвідуваних територій з боку тих, хто вирішив їх відвідати. За оцінками Всесвітньої організації охорони здоров’я, у 2012 році у світі нараховувалося 285 мільйонів людей, які страждали на порушення зору. Як справедливо пояснює Пекер , люди з обмеженими можливостями «мають право на повноцінну участь у житті суспільства», і вони повинні мати можливість «насолоджуватися такою ж якістю життя», як і люди без них. Зрозуміло, що це включає в себе туризм, але дослідження показують, що люди з вадами зору подорожують не так часто, як ті, хто немає їх не має.
Така рідкість подорожей людей з інвалідністю пояснюється складністю та труднощами подорожей із вадами зору. Існує чотири основні фактори, які створюють бар’єр між туризмом і людьми з порушеннями зору, а саме: «доступ до інформації, орієнтування у фізичному середовищі – безпека, знання та ставлення інших, подорожі з собакою-поводирем ». Існує «додаткова енергія, яка необхідна для доступу» до інформації, необхідної людям з порушенням зору для подорожей , що ускладнює доступ людей до ресурсів і додаткової допомоги для того, щоб отримати максимальну користь від їхнього досвіду подорожей, а також для того, щоб дозволити їм отримати позитивну психологічну конотацію щодо їхнього місця перебування. Без керівництва досвідчених людей або відповідної допомоги тварин орієнтування на чужій місцевості може бути складним, а також небезпечним для туристів із вадами зору. Ще одним бар’єром для мандрівників із порушенням зору є обмежені знання та ставлення до інших, що інколи може викликати почуття відчуженості. Важливо, щоб туристичні компанії «ретельно та постійно керували своїм туристичним досвідом», щоб забезпечити людям із вадами зору приємні враження. Туристична індустрія повинна розуміти психологічні та сенсорні аспекти туризму, щоб «якісні доступні враження були доступні туристам з порушеннями зору».